# Papirus Oxyrhynchus 41
Papirus Oxyrhynchus 41 oznaczany jako P.Oxy.I 41 – rękopis zawierający opis publicznego zgromadzenia napisany w języku greckim przez nieznanego autora. Papirus ten został odkryty przez Bernarda Grenfella i Arthura Hunta w 1897 roku w Oksyrynchos. Rękopis jest datowany na początek IV wieku n.e. Przechowywany jest w Muzeum Egipskim w Kairze (Cat. Gen. 10073). Tekst został opublikowany przez Grenfella i Hunta w 1898 roku.
Manuskrypt został napisany na papirusie, na pojedynczej karcie. Rozmiary zachowanego fragmentu wynoszą 31,3 na 26,3 cm. Rękopis ten zawiera wiele niezrozumiałych słów i wyrażeń.